# Степно-Кучуцька сільська рада
Сте́пно-Кучу́цька сільська рада (рос. Степно-Кучукский сельский совет) — сільське поселення у складі Родинського району Алтайського краю Росії.
Адміністративний центр та єдиний населений пункт — село Степний Кучук.

## Населення
Населення — 912 осіб (2019; 1076 в 2010, 1277 у 2002).

## Склад
До складу сільської ради входять:
| Населений пункт      | Населення, осіб (2002) | Населення, осіб (2010) |
| -------------------- | ---------------------- | ---------------------- |
| Верх-Незамай, селище | 0                      | -                      |
| Степний Кучук, село  | 1277                   | 1076                   |